# تاریک‌خانه (داستان کوتاه)
«تاریک‌خانه» داستان کوتاهی از نویسندهٔ ایرانی، صادق هدایت است که نخستین بار در سال ۱۳۲۱ خورشیدی، همراه با هفت داستان دیگر در مجموعهٔ سگ ولگرد منتشر شد. داستان نوعی تک‌گویی است و در واقع راوی، دیدگاه‌های شخصی عزلت‌گزین را دربارهٔ مرگ و زندگی برای خواننده بیان می‌کند.

## خلاصهٔ داستان
راوی در یک اتومبیل مسافربری با شخصی عزلت‌گزین آشنا می‌شود و پس از توقف در شهری کوچک در سر راه، دعوت او را برای گذراندن شب در خانه‌اش می‌پذیرد. شخص عزلت‌گزین تنها زندگی می‌کند. او به راوی می‌گوید که تصمیم دارد در را به روی دنیا بسته و در اتاقی تاریک در این شهر کوچک زندگی کند. روز بعد، وقتی راوی می‌رود تا با میزبانش خداحافظی کند، او را مرده می‌یابد، در حالی که «پاهایش را توی دلش جمع کرده، به شکل بچه در زهدان مادرش درآمده و روی تخت افتاده است».

## دیدگاه‌ها
جلال آل احمد در مقالهٔ «هدایت بوف کور» که در دی ماه ۱۳۳۰ (اندکی پس از خودکش صادق هدایت) در مجلهٔ علم و زندگی چاپ شد نوشته است: «می‌شود گفت که هدایت از وقتی «تاریک‌خانه» را نوشت خودکشی کرده بود و از وقتی «بوف کور» را تمام کرد تمام شده بود.»
به‌گفتهٔ محمد بهارلو «تاریک‌خانه» دارای جنبهٔ «خودزندگی‌نامه‌ای» است و روحیات و احوال ذهنیِ خودِ نویسنده را منعکس می‌کند. به‌باور بهارلو آخرین جملهٔ میزبان، «من یه آدم خوش‌بخت هسم که به آرزوی خودم رسیدم» اقدام او را به خودکشی توجیه نمی‌کند و حتی در تعارضِ با آن قرار دارد. بهارلو دلیل خودکشی میزبان را «ته کشیدن کیسه» او و عهدی که وی با خودش بسته بوده می‌داند.